# Pàgines del llibre de Satanàs
Pagines del llibre de Satanàs (de vegades anomenat Fulls arrencats del llibre de Satanàs (Blade af Satans bog) és un film danès de Carl Theodor Dreyer, sortit el 1921.
Inspirat pel film Intolerància de David Wark Griffith (1916), la pel·lícula es compon de quatre seqüències, introduïdes per un pròleg escrit, en el qual es diu que Déu invita a Satanàs, l'àngel caigut, a prendre forma humana i a comportar-se contra les lleis divines («Tempta'ls perquè actuïn en contra de la meva voluntat»). Contràriament a Griffith, Dreyer tracta cadascun dels quatre episodis separadament. El film va ser criticat tant pels luterans, que van trobar-lo blasfem, com per l'extrema esquerra proletària, que va considerar l'obra de Dreyer profundament reaccionària.

## Sinopsi argumental
Primera seqüència: Palestina, segle i. Satanàs empeny Judas a trair Jesús.
Segona seqüència: Sevilla, al segle XVI. Don Gómez de Castro és astròleg, i la seva filla, Isabel, estudia sota la direcció del monjo Don Fernández, enamorat de la noia. L'intendent Don José els acusa d'heretgia. Don Gómez morirà sota la tortura, mentre que Isabel, violada per Don Fernández, cremarà a la foguera.
Tercera seqüència: França, 1793. El comte de Chambord, amenaçat pels revolucionaris, confia la filla i l'esposa al seu servidor Josep. Però aquest les trairà i farà que les arrestin. La filla del comte, Genoveva, li promet un rescat si ajuda Maria-Anonieta a evadir-se, per Josep la trairà una segona vegada.
Quarta seqüència: Finlàndia, 1918. Les «Rojos» combaten els «Blancs», de manera extremadament dogmàtica. Satanàs, monjo que ha penjat els hàbits, provoca l'amor de Rautaniemi envers Siri, la dona de Paavo, telegrafista. Però aquest roman fidel a Paavo i a la seva pàtria. Aquesta vegada, Satanàs haurà fracassat. Les imatges del rostre de Siri, filmades en primer pla, són una prefiguració de les de Joana d'Arc en el film de Dreyer el 1928.

## Fitxa tècnica
- Títol: Pàgines del llibre de Satanàs
- Títol original: Blade af Satans bog
- Direcció: Carl Theodor Dreyer
- Guió: Edgar Høyer, a partir de la novel·la de Marie Corelli
- director de fotografia: George Schnéevoigt
- País: Dinamarca
- Format: Blanc i negre - Cinema mut
- Gènere : Drama
- Durada : 167 minutes
- Any de sortida: 1921